# Ulica
Pour l’article homonyme, voir Ulica (Basse-Silésie).
Ulica (en serbe cyrillique : Улица) est un village du centre du Monténégro, dans la municipalité de Kolašin.

## Démographie

### Évolution historique de la population
| 1948 | 1953 | 1961 | 1971 | 1981 | 1991 | 2003 |
| ---- | ---- | ---- | ---- | ---- | ---- | ---- |
| 311  | 318  | 275  | 200  | 113  | 62   | 48   |